# Grüner Blattwurm
Der Grüne Blattwurm (Eulalia viridis) ist ein mariner Ringelwurm aus der Familie der Phyllodocidae innerhalb der Klasse der Vielborster (Polychaeten), der im nordöstlichen Atlantischen Ozean verbreitet ist.

## Merkmale
Eulalia viridis hat einen dorsal abgeflachten, kräftigen, bis etwa 8,5 cm, bisweilen bis etwa 15 cm langen, gelblich-grünen, bei größeren Tieren auch dunkler grünen Körper mit bis zu 200 Segmenten. Das abgerundet dreieckige Prostomium ist etwa so lang wie breit. Die Mittelantenne befindet sich vor den Augen und ist etwa so groß wie die paarigen Seitenantennen. Die Augen sind mittelgroß und werden gelegentlich teilweise vom 1. Segment bedeckt. Die Proboscis ist am distalen Ende am breitesten und mit diffus verteilten rundlichen Papillen bedeckt. Der Endring trägt 12 bis 30 Papillen. Das 1. Segment hat zwei Tentakel-Cirren, die bis zum 2. oder 3. Segment reichen. Die dorsalen Tentakel-Cirren des 2. und des 3. Segments reichen etwa bis zum 7. Segment, die oft dicken, leicht abgeflachten ventralen Tentakel-Cirren etwa bis zum 3. oder 4. Segment. Borsten sind in der Regel ab dem 3. Segment vorhanden, doch können bei Jungtieren auch am 2. Segment ein bis zwei Borsten sitzen. Die dorsalen Cirren der mittleren Segmente sind lanzettlich und etwa zweieinviertel- bis dreimal so lang wie breit, die Lappen der Parapodien gerundet mit wechselnder Anzahl an Borsten. Die ventralen Cirren sind oval und etwas länger als die Lappen der Parapodien. Die Cirren am Pygidium sind drei- bis viermal so lang wie breit.

## Verbreitung und Lebensraum
Eulalia viridis ist im nordöstlichen Atlantischen Ozean an den Küsten Schwedens, Dänemarks, Deutschlands, Norwegens, der Färöer, und Islands sowie an der Diskoinsel verbreitet.

## Lebensraum
Eulalia viridis lebt auf felsigem Untergrund in der Gezeitenzone und bis in Meerestiefen von 150 m.

## Entwicklungszyklus
Eulalia viridis ist getrenntgeschlechtlich und bildet bei der Paarung keine Schwärme. In der Regel paaren sich die Tiere in einem Alter von mindestens zwei Jahren und tun dies mehrmals in ihrem Leben. Die Befruchtung der Eizellen findet im freien Meerwasser statt. Die grünlichen, gallertigen Eigelege werden an Braunalgen befestigt. Die Larven entwickeln sich über zwei frei schwimmende Trochophora- und zwei Metatrochophora-Stadien, bevor sie sich bei einer Anzahl von 5 bis 9 Segmenten niedersinken lassen und zu kriechenden Würmern metamorphosieren.

## Ernährung
Eulalia mucosa ernährt sich vorwiegend als Aasfresser vom Fleisch toter Tiere wie verendeten Weichtieren, Krebsen und Polychaeten.